# Karl Seeling
Karl Friedrich Wilhelm Seeling (* 24. April 1795 in Breslau; † 14. April 1860 in Glogau) war ein preußischer Generalmajor.

## Leben

### Herkunft
Karl war ein Sohn von Johann Konrad Seeling (1768–1812) und dessen Ehefrau Johann Christiane, geborene Geiler. Sein Vater war ein Freund des preußischen Generals Scharnhorst. und gehörte zu den Wortführern der Bürgerschaft, die 1807 während des Vierten Koalitionskrieges gegen die Übergabe der Festung Glatz stimmte.

### Militärkarriere
Seeling trat am 24. Februar 1813 als Freiwilliger in die 4. Schlesische Festungspionier-Kompanie der Preußischen Armee ein und avancierte bis Mitte Juni 1814 zum Sekondeleutnant. Am 20. April 1816 wurde er in die 2. Ingenieur-Brigade versetzt und Ende August 1818 zum Premierleutnant befördert. Mit Beginn des Jahres 1819 wurde Seeling Adjutant der Schlesische Festungsinspektion und stieg in dieser Stellung Ende September 1823 zum Kapitän auf. Mit der Versetzung in die 1. Ingenieur-Inspektion beauftragte man ihn am 28. März 1840 zunächst mit der Wahrnehmung der Geschäfte als Garnisonsbaudirektor beim III. Armee-Korps und ernannte ihn 3. Juni 1841 zum Direktor. Daran schloss sich ab dem 12. Mai 1842 eine Verwendung als Kommandeur der 5. Pionier-Abteilung an und zwei Jahre später erhielt Seeling den Roten Adlerorden IV. Klasse. Als Major erfolgte am 22. März 1845 seine Versetzung in den Stab des Ingenieurkorps. Am 26. Februar 1846 kam er als Kommandeur in die Garde-Pionier-Abteilung und von dort am 29. August 1848 als Ingenieuroffizier vom Platz in die Festung Stettin. Er wurde am 23. März 1852 zum Oberstleutnant befördert und am 8. Juni 1852 zum Inspekteur der 3. Festungs-Inspektion ernannt. Dort wurde er am 22. März 1853 Oberst und am 23. März 1854 als Inspekteur in die 2. Pionier-Inspektion versetzt. Unter Verleihung des Charakters als Generalmajor erhielt Seeling am 6. Januar 1857 seinen Abschied mit Pension. Er starb am 14. April 1860 in Glogau, wo er am 16. April 1860 beerdigt wurde.

### Familie
Er heiratete am 19. Juli 1831 in der St. Adalbert-Kirche in Breslau Marie Amalie Nowag (1806–1883), die Tochter des Justizkommissars und fürstbischöflichen Konsistorialrates Karl Friedrich Nowag. Das Paar hatte mehrere Kinder:
- Karl Max Georg (* 1840), Major a. D.

⚭ 1874 Antoinette Elise Anna von Leipziger (1848–1885)
⚭ 1887 Anna Feldt (* 1850)
- Karl Wilhelm Paul (1843–1870), gefallen in der Schlacht bei Wörth

Nach seinem Tod wurden seine Kinder durch ihren Onkel Karl Friedrich Nowag adoptiert und am 7. Mai 1866 unter dem Namen „von Nowag-Seeling“ in den erblichen preußischen Adelsstand erhoben.